# Anna Ajsharumova
Anna Ajsharumova (en ruso: Анна Марковна Ахшарумова; Moscú, 9 de enero de 1957) es una gran maestra de ajedrez. Está casada con el gran maestro de ajedrez Borís Gulko. 
Ajsharumova y su esposo se hicieron famosos a fines de la década de 1970 como los Refusenik soviéticos. Finalmente se les permitió salir de la Unión Soviética e inmigrar a los Estados Unidos en 1986. Ganó el Campeonato de Ajedrez Soviético Femenino en 1976 y 1984. Ganó el Campeonato de Ajedrez Femenino de Estados Unidos de 1987, con una puntuación perfecta. 
Jugó para los Estados Unidos en las Olimpiadas de Ajedrez de Mujeres de 1988, 1990 y 1996.
Su mejor calificación de Elo fue de 2400 en 1989. 